# Korbinian Brodmann
Korbinian Brodmann (17 de novembre del 1868 – 22 d'agost del 1918) fou un neuròleg i psiquiatre alemany, conegut per la seva descripció de les àrees del còrtex cerebral basada en l'estudi diferencial dels teixits cel·lulars (histologia) i en la forma específica de les neurones (citoarquitectura).

## Biografia
Korbinian Brodmann va néixer a Hohenfels, avui dia un municipi a l'estat de Baden-Württemberg. Era fill d'un granger i d'una criada. Va assistir entre els anys 1874-1880 a l'escola primària de Liggersdorf, continuant els estudis a Überlingen i a l'escola d'ensenyament secundari de Sigmaringen. Després va estudiar medicina a Múnic, Würzburg, Berlín i Friburg de Brisgòvia, on va rebre el seu diploma el 1895. Va ampliar estudis assistint durant l'estiu a les conferències de l'Escola de Medicina de la Universitat de Lausanna, a Suïssa, i després va començar a treballar com a voluntari a la Universitat Clínica de Múnic. Durant aquest temps va contreure la diftèria, però va superar la malaltia.
El 1898 va obtenir el doctorat a la Universitat de Leipzig, amb una tesi sobre la relació entre l'esclerosi crònica i les cèl·lules ependimàries. Entre el 1900 i el 1901 va treballar en dos hospitals: a la Clínica Psiquiàtrica de la Universitat de Jena, juntament amb el psiquiatre Ludwig Binswanger, i a l'Asil Mental Municipal de Frankfurt. Allà va conèixer a Alois Alzheimer, qui va influir en la seva decisió de dedicar-se a la investigació neurocientífica. A continuació, Brodmann va treballar aquell mateix 1901 amb el matrimoni de neuròlegs Cécile i Oskar Vogt en una institució privada dedicada a la neurologia, la Neurobiologische Zentralstation de Berlín. El 1902 va col·laborar amb el Laboratori de Neurobiologia de la Universitat de Berlín. El 1915 es va unir a l'equip de recerca de l'Institut Kaiser Wilhelm.
El 1909 va publicar un treball de recerca sobre el còrtex cerebral, titulat "Vergleichende Lokalisationslehre der Großhirnrinde in ihren Prinzipien dargestellt auf Grund des Zellenbaues" («Estudis Comparatius del Còrtex Cerebral, els seus fonaments basats en l'arquitectura cel·lular»), obra que va esdevenir fonamental per als estudis posteriors del còrtex, traduïda a diversos idiomes. Una obra considerada pionera i avançada, sobretot tenint en compte que Brodman no disposava de les tècniques d'imatges internes del cervell que es fan servir actualment.En el seu moment però, la facultat d'anatomia de Berlín es va mostrar conservadora, rebutjant les divisions per l'estudi del cervell que proposava Brodman.
Durant els anys següents va treballar a la Universitat de Tübingen, on va ser primer professor adjunt i després professor a temps complet des del 1913. Allà va conèixer la doctora tècnica Margarete Franke, amb qui es va casar l'abril del 1917. Al gener del 1918, va néixer la seva filla Ilse. Entre el 1910 i el 1916 va tenir el càrrec de director del Laboratori d'Anatomia de la Universitat de Psiquiatria Clínica (actualment Institut de Psiquiatria Max Plank). En 1916 es va traslladar a la ciutat de Halle per treballar a l'Hospital Municipal Nietleben. El 1918 va acceptar una invitació de la Universitat de Múnic per dirigir el grup del Centre de Recerca Psiquiàtrica.
Va morir de forma sobtada, el 22 d'agost del 1918, en contraure una infecció que s'havia iniciat amb una pneumònia, quan encara no havia arribat als 50 anys.

## Àrees de Brodmann
Les àrees que va descriure en el seu llibre es coneixen avui dia amb el nom d'àrees de Brodmann i són vigents pel que fa a l'estudi del cervell. Hi ha un total de 52 àrees agrupades en 11 àrees histològiques. Brodmann va fer servir una diversitat de criteris per fer el mapa descriptiu del cervell humà. Entre altres criteris es va fixar tant en diferències anatòmiques que es poden percebre a simple vista com en l'observació de les micro estructures.
Brodmann va postular que aquestes àrees de diferents estructures realitzaven funcions diferents. Més endavant s'ha pogut demostrar que aquestes àrees tenen relació amb funcions neuronals, com les següents:
- les àrees 41 i 42 de Brodmann, situades al lòbul temporal estan relacionades amb l'audició.
- les àrees 44 i 45 de Brodmann, coincideixen amb l'àrea de Broca, relacionada amb el llenguatge en els humans.
- les àrees 1 2, 3 de Brodmann, situades al lòbul parietal (gir postcentral) estan relacionades amb les funcions somatosensorial.
- les àrees 17 i 18 de Brodmann, situades al lòbul occipital, estan relacionades amb la visió.

La seva obra per identificar àrees tenint en compte la citoarquitectura va estar molt influïda per les idees d'Oskar Vogt, qui havia postulat l'existència d'unes dues-centes àrees distintes al cervell.